# Рио Галегос
Рио Галегос (на испански: Río Gallegos) е град в Южна Аржентина, административен център на провинция Санта Крус, регион Патагония.

## Обща информация
Населението на града е 79 144 души според данни от преброяването през 2001 г. Градът е разположен в устието на река Галегос, на 2636 км. (1638 мили) южно от столицата Буенос Айрес.

## История
Река Галегос е открита през 1525 г. от европейския изследовател Джефри Де Лоаиза, и е назована Сан Иделфонсо. През 1535 г. експедицията на Симон де Алказаб я преименува на „Рио Галегос“.
Бившият президент на Аржентина (2003 – 2007), Нестор Киршнер е роден тук и е бил кмет на Рио Галегос от 1987 до 1991 г.
Днес, Рио Галегос е важен град в Южна Аржентина, с военна база и международно летище.

## Икономика
Икономиката на града до голяма степен зависи от овцевъдството и месопреработващата промишленост, както и през ХХ век. Пристанището има важно значение за транспорта. През последните години се наблюдава значителен ръст в петролната и газовата индустрия в региона, които както и търговията и производството, са двигател на икономическия растеж в града. Туризмът също играе важна роля, особено като се има предвид относителната близост на Националенния парк Лос Гласиарес. В Рио Галегос, за разлика от други части на страната, и въпреки кризата, заетостта е висока. (3,7% безработица през 2004 г.).

## Личности
- Нестор Киршнер – бивши президент на Аржентина.